# Fok (szög)

Pirossal egy fok, míg kékkel 90 fok, vagyis egy negyed kör van jelölve

A 45°-os szög egy hegyesszög

1 fok a geometriában a kör ívének 1/360 része. A fok a síkszögek régebbi, nem SI mértékegysége is. Jele: °.
Kisebb egységei:
- 1 szögperc = 1 fok 1/60-ad része. Jele: ′.
- 1 szögmásodperc = 1 szögperc 1/60-ad része = 1 fok 1/3600-ad része. Jele: ″.

## Példák
- 1° = 60′ = 3600″.
- 1,5° = 1° 30′.
- 1,75° = 1° 45′.
- 0,2° = 12′ = 720″.
- 3,7895° = 3° 47′ 22,2″.

## Szögfajták nagysága
| A szög neve | Nagysága (fok)  |
| ----------- | --------------- |
| nullszög    | x = 0°          |
| hegyesszög  | 0° < x < 90°    |
| derékszög   | x = 90°         |
| tompaszög   | 90° < x < 180°  |
| egyenesszög | x = 180°        |
| homorúszög  | 180° < x < 360° |
| teljesszög  | x = 360°        |

### Néhány gyakori forgási mennyiség átváltása
| Egységek | Értékek | Értékek                            | Értékek                            | Értékek                            | Értékek                            | Értékek              | Értékek                             | Értékek               |
| -------- | ------- | ---------------------------------- | ---------------------------------- | ---------------------------------- | ---------------------------------- | -------------------- | ----------------------------------- | --------------------- |
| Forgatás | 0       | 1⁄12                               | 1⁄8                                | 1⁄6                                | 1⁄4                                | 1⁄2                  | 3⁄4                                 | 1                     |
| Fok      | 0°      | 30°                                | 45°                                | 60°                                | 90°                                | 180°                 | 270°                                | 360°                  |
| Radián   | 0       | {\displaystyle {\tfrac {\pi }{6}}} | {\displaystyle {\tfrac {\pi }{4}}} | {\displaystyle {\tfrac {\pi }{3}}} | {\displaystyle {\tfrac {\pi }{2}}} | {\displaystyle \pi } | {\displaystyle {\tfrac {3\pi }{2}}} | {\displaystyle 2\pi } |
| Gradián  | 0g      | 33⅓g                               | 50g                                | 66⅔g                               | 100g                               | 200g                 | 300g                                | 400g                  |

## Háttere
A tucat fogalom használata, illetve az 1971-ig fennmaradt Karoling pénzrendszer, és a brit mértékrendszer a tizenkettes (duodecimális) számrendszeren alapszik.
Gyakorlati előnye (a 2, 3, 4, 6 számokkal való oszthatóság) leginkább a navigációban és időmérésben jelentkezik a kör praktikus felosztásával, az óra számlapján is 12 db 30 fokos beosztás jelzi az órákat évezredek óta. Viszont a 60 percből álló óra már 5-tel is osztható.
A 45, 135, 225, 315 fokos ÉK, DK, DNy, ÉNy irányok nem illeszkednek a 12-es vagy 60-as rendszerbe; de ha a 12-t 30-cal szorozzuk, az 5, 8, 9, 10 számokkal való oszthatóság is teljesül, ezáltal 360°-ra osztjuk a kört; így egy órának 15° felel meg a 24 órás körben.